# 小行星3408
小行星3408（英語：3408 Shalamov）是一颗围绕太阳公转的小行星。1977年8月18日，尼古拉·切爾尼赫在克里米亚发现了此天体。
这颗小行星的绝对星等为202.9711784624227等。